# Roger Casamajor
Pour les articles homonymes, voir Casamajor.
Roger Casamajor, né le 17 décembre 1976 à La Seu d'Urgell, est un acteur catalan.

## Biographie
Roger Casamajor commence sa carrière d'acteur au théâtre dans la principauté d'Andorre et en Catalogne pendant cinq ans. Il s'installe ensuite à Barcelone où il continue à prendre des cours au Collegi del Teatre et à l'Institut del Teatre et joue son premier rôle au cinéma dans le film El mar d'Agustí Villaronga en 2000.
Il joue dès lors dans plusieurs films, notamment Le Labyrinthe de Pan (2006), et séries télévisées. Il remporte le Prix Gaudí du meilleur second rôle masculin pour son rôle dans Pain noir (2010).

## Filmographie

### Cinéma
- 2000 : El mar : Ramallo
- 2001 : Salvajes : Guillermo
- 2002 : Guerreros : Lucas
- 2004 : Amor idiota (es) : le dessinateur
- 2006 : Le Labyrinthe de Pan : Pedro
- 2006 : El coronel Macià : Daniel Cardona
- 2010 : Henri 4 : Rosny
- 2010 : Pain noir : Farriol
- 2018 : Everybody Knows (Todos Lo Saben) : Joan

### Télévision
- 2001 : Temps de silenci (es) (série télévisée, 4 épisodes) : Pau
- 2006-2007 : Mar de fons (ca) (série télévisée, 17 épisodes) : Francesc
- 2006-2008 : Ventdelplà (série télévisée, 9 épisodes) : Ricard Trias
- 2007 : La Via Augusta (ca) (série télévisée, 12 épisodes) : Mandoni
- 2008 : Pâtée pour chat[4] : Victor
- 2010-2011 : Infidels (série télévisée, 9 épisodes : Òscar Rius
- 2012-2013 : Gran Nord (ca) (série télévisée, 26 épisodes) : Joan Coll
- 2023 : La Mesías : Enric Baró